# Formosatettix torulosinota
Formosatettix torulosinota är en insektsart som beskrevs av Zheng, Z. och B. Mao 2002. Formosatettix torulosinota ingår i släktet Formosatettix och familjen torngräshoppor. Inga underarter finns listade i Catalogue of Life.